# Hexatoma (Eriocera) perpulchra
Hexatoma (Eriocera) perpulchra is een tweevleugelige uit de familie steltmuggen (Limoniidae). De soort komt voor in het Neotropisch gebied.